# Арсабиев, Иса Русланович
Иса Русланович Арсабиев (8 июля 1989, Грозный) — российский волейболист, центральный блокирующий клуба «Грозный».

## Биография
Иса Арсабиев родился в Грозном.

## Спортивная карьера
На высшем уровне впервые Иса сыграл 3 октября 2012 года в гостевом матче 2-го тура чемпионата России против казанского «Зенита» (счёт - 3:1). В том матче он отыграл в одном сете. 
Всего за три сезона (2012/2013, 2013/2014 и 2014/2015) в Суперлиге отыграл за «Грозный» 29 игр и в 47 сетах набрал 16 очков.